# Strømsgodset Toppfotball
Strømsgodset Toppfotball je norveški nogometni klub iz Drammena. Natječe se u Eliteserien, u najjačem razredu norveškog nogometa. Klub predstavlja nogometnu sekciju multisportskog kluba Strømsgodset IF.
Osnovani su 10. veljače 1907. godine, ali su svoje najbolje dane doživjeli u 1960-im i 1970-im godinama. Dvostruki su osvajači norveškog prvenstva, a imaju i pet norveških kupova.

## Vanjske poveznice
- Službene stranice